# Taraxacum amgense
Taraxacum amgense là một loài thực vật có hoa trong họ Cúc. Loài này được Kuvaev miêu tả khoa học đầu tiên năm 1987.